# 山信商事
山信商事株式会社（やましんしょうじ）は、かつて存在した酒類販売メーカーである。2019年に合同酒精に吸収合併され、消滅した。

## 沿革
- 1979年（昭和54年）- 会社設立。
- 2000年（平成12年）- 合同酒精株式会社（現・オエノンホールディングス株式会社）の完全子会社となる[1]。
- 2004年（平成16年）- 本社を東京都中央区に移転。
- 2018年（平成30年）- 本社を千葉県松戸市に移転。
- 2019年（令和元年）- 合同酒精株式会社に吸収合併。